# Jacek Kałuża
Jacek Kałuża (ur. 1969) – polski koszykarz występujący na pozycji skrzydłowego.

## Osiągnięcia
Klubowe
- Mistrz Polski (1988)[1][2]